# MTV Europe Music Awards
Die MTV Europe Music Awards (EMA), auch MTV European Music Awards, sind eine jährliche, ortswechselnde Preisverleihung an Musikkünstler aus der ganzen Welt.
Die EMAs wurden 1994 als Gegenstück zu den US-amerikanischen MTV Video Music Awards (VMA) eingeführt. Es gibt für viele Länder eine eigene Kategorie für den besten inländischen Künstler, der – wie die meisten Preisträger – durch die Zuschauer von MTV im Internet gewählt wird. Die MTV Europe Music Awards werden weltweit über TV und Internet ausgestrahlt und können von mehr als einer Milliarde Menschen verfolgt werden.

## Veranstaltungen
| Jahr | Logo | Name                         | Datum             | Location                                                                       | Moderator                              |
| ---- | ---- | ---------------------------- | ----------------- | ------------------------------------------------------------------------------ | -------------------------------------- |
| 1994 |      | MTV Europe Music Awards 1994 | 24. November 1994 | Pariser Platz Berlin, Deutschland                                              | Tom Jones                              |
| 1995 |      | MTV Europe Music Awards 1995 | 23. November 1995 | Le Zénith Paris, Frankreich                                                    | Jean Paul Gaultier                     |
| 1996 |      | MTV Europe Music Awards 1996 | 14. November 1996 | Alexandra Palace London, Vereinigtes Königreich                                | Robbie Williams                        |
| 1997 |      | MTV Europe Music Awards 1997 | 6. November 1997  | Ahoy Rotterdam Rotterdam, Niederlande                                          | Ronan Keating                          |
| 1998 |      | MTV Europe Music Awards 1998 | 12. November 1998 | Mediolanum Forum Assago bei Mailand, Italien                                   | Jenny McCarthy                         |
| 1999 |      | MTV Europe Music Awards 1999 | 11. November 1999 | Point Theatre Dublin, Irland                                                   | Ronan Keating                          |
| 2000 |      | MTV Europe Music Awards 2000 | 16. November 2000 | Globenarena Stockholm, Schweden                                                | Wyclef Jean                            |
| 2001 |      | MTV Europe Music Awards 2001 | 8. November 2001  | Festhalle Frankfurt am Main, Deutschland                                       | Sacha Baron Cohen alias Ali G          |
| 2002 |      | MTV Europe Music Awards 2002 | 14. November 2002 | Palau Sant Jordi Barcelona, Spanien                                            | P. Diddy                               |
| 2003 |      | MTV Europe Music Awards 2003 | 6. November 2003  | Ocean Terminal Edinburgh, Vereinigtes Königreich                               | Christina Aguilera                     |
| 2004 |      | MTV Europe Music Awards 2004 | 18. November 2004 | Kolosseum & Tor di Valle Rom, Italien                                          | Xzibit                                 |
| 2005 |      | MTV Europe Music Awards 2005 | 3. November 2005  | Pavilhão Atlântico Lissabon, Portugal                                          | Sacha Baron Cohen alias Borat Sagdiyev |
| 2006 |      | MTV Europe Music Awards 2006 | 2. November 2006  | Bella Center Kopenhagen, Dänemark                                              | Justin Timberlake                      |
| 2007 |      | MTV Europe Music Awards 2007 | 1. November 2007  | Olympiahalle München München, Deutschland                                      | Snoop Dogg                             |
| 2008 |      | MTV Europe Music Awards 2008 | 6. November 2008  | Echo Arena Liverpool, Vereinigtes Königreich                                   | Katy Perry                             |
| 2009 |      | MTV Europe Music Awards 2009 | 5. November 2009  | O2 World Berlin Berlin, Deutschland                                            | Katy Perry                             |
| 2010 |      | MTV Europe Music Awards 2010 | 7. November 2010  | Caja Mágica Madrid, Spanien                                                    | Eva Longoria                           |
| 2011 |      | MTV Europe Music Awards 2011 | 6. November 2011  | Odyssey Arena Belfast, Vereinigtes Königreich                                  | Selena Gomez                           |
| 2012 |      | MTV Europe Music Awards 2012 | 11. November 2012 | Festhalle Frankfurt am Main, Deutschland                                       | Heidi Klum                             |
| 2013 |      | MTV Europe Music Awards 2013 | 10. November 2013 | Ziggo Dome Amsterdam, Niederlande                                              | Redfoo                                 |
| 2014 |      | MTV Europe Music Awards 2014 | 9. November 2014  | The SSE Hydro Glasgow, Vereinigtes Königreich                                  | Nicki Minaj                            |
| 2015 |      | MTV Europe Music Awards 2015 | 25. Oktober 2015  | Mediolanum Forum Assago bei Mailand, Italien                                   | Ed Sheeran, Ruby Rose                  |
| 2016 |      | MTV Europe Music Awards 2016 | 6. November 2016  | Ahoy Rotterdam Rotterdam, Niederlande                                          | Bebe Rexha                             |
| 2017 |      | MTV Europe Music Awards 2017 | 12. November 2017 | SSE Arena Wembley London, Vereinigtes Königreich                               | Rita Ora                               |
| 2018 |      | MTV Europe Music Awards 2018 | 4. November 2018  | Bizkaia Arena Bilbao, Spanien                                                  | Hailee Steinfeld                       |
| 2019 |      | MTV Europe Music Awards 2019 | 3. November 2019  | FIBES Conference and Exhibition Centre Sevilla, Spanien                        | Becky G                                |
| 2020 |      | MTV Europe Music Awards 2020 | 8. November 2020  | Verschiedene Locations weltweit                                                | Little Mix                             |
| 2021 |      | MTV Europe Music Awards 2021 | 14. November 2021 | Papp László Budapest Sportaréna Budapest, Ungarn                               | Saweetie                               |
| 2022 |      | MTV Europe Music Awards 2022 | 13. November 2022 | PSD Bank Dome Düsseldorf, Deutschland                                          | Rita Ora & Taika Waititi               |
| 2023 |      | MTV Europe Music Awards 2023 | 5. November 2023  | Parc des Expositions de Villepinte Villepinte bei Paris, Frankreich (abgesagt) |                                        |
| 2024 |      | MTV Europe Music Awards 2024 | 10. November 2024 | Co-op Live Manchester, Vereinigtes Königreich                                  | Rita Ora                               |
| 2025 |      | Keine Verleihung             |                   |                                                                                |                                        |

## Künstler mit den meisten Awards
1. Justin Bieber (21 Auszeichnungen)
2. Eminem (16 Auszeichnungen)
3. One Direction, Lady Gaga, Taylor Swift (je 12 Auszeichnungen)
4. BTS (11 Auszeichnungen)
5. Linkin Park (10 Auszeichnungen)
6. 30 Seconds to Mars (9 Auszeichnungen)
7. Britney Spears, Dima Bilan (je 8 Auszeichnungen)
8. Beyoncé, Coldplay (je 7 Auszeichnungen)
9. The Prodigy, Katy Perry, 5 Seconds of Summer, Shawn Mendes, Muse (je 6 Auszeichnungen)
10. Justin Timberlake, Tokio Hotel, Lena Meyer-Landrut (je 5 Auszeichnungen)

## Kritik
In der Kritik stehen die EMAs, weil sie zwar Europe Music Awards heißen, aber stark von US-Größen dominiert werden. Die meisten auftretenden Künstler sind aus den USA, und selbst die Moderatoren und Laudatoren sind selten aus Europa. In den einzelnen Kategorien kann zwar jeder wählen, aber die Nominierten werden von MTV bestimmt. Ein europäischer Touch wird zudem vermieden, indem jede MTV-Station nur die Verleihung ihres lokalen Preisträgers sendet. MTV Deutschland zeigt also nicht die Verleihung von Best UK and Ireland Act, sondern die parallel laufende Verleihung des Best German Acts.

## Regionale Kategorien
Seit 1998 findet zusätzlich zu den Hauptkategorien die Verleihung eines regionalen Preises der jeweiligen MTV-Station statt. Folgende Künstler wurden mit einem Europe Music Award in der Kategorie Best German Act ausgezeichnet:
- 1998: Thomas D und Franka Potente a
- 1999: Xavier Naidoo
- 2000: Guano Apes
- 2001: Samy Deluxe
- 2002: Xavier Naidoo
- 2003: Die Ärzte
- 2004: Beatsteaks
- 2005: Rammstein
- 2006: Bushido
- 2007: Bushido
- 2008: Fettes Brot
- 2009: Silbermond
- 2010: Sido
- 2011: Lena Meyer-Landrut
- 2012: Tim Bendzko
- 2013: Lena Meyer-Landrut
- 2014: Revolverheld
- 2015: Lena Meyer-Landrut
- 2016: Max Giesinger
- 2017: Wincent Weiss
- 2018: Mike Singer
- 2019: Juju
- 2020: Fynn Kliemann
- 2021: badmómzjay
- 2022: badmómzjay
- 2023: Kontra K
- 2024: Ayliva

Seit 2009 erfolgt ebenfalls die Verleihung des Best Swiss Act:
- 2009: Stress
- 2010: Greis
- 2011: Gimma
- 2012: DJ Antoine
- 2013: Bastian Baker
- 2014: Sinplus
- 2015: Stefanie Heinzmann
- 2016: Chlyklass
- 2017: Mimiks
- 2018: Loco Escrito
- 2019: Loredana
- 2020: Loredana
- 2021: Gjon’s Tears

Der Best Austrian Act wird seit 2024 vergeben:
- 2024: RAF Camora